# Granicznik płucnik
Granicznik płucnik (Lobaria pulmonaria (L.) Hoffm.) – gatunek grzybów z rodziny granicznikowatych (Lobariaceae). Ze względu na współżycie z glonami zaliczany jest do porostów.

## Systematyka i nazewnictwo
Nazwa polska według W. Fałtynowicza. Niektóre synonimy naukowe:

- Dermatodea pulmonaria (L.) A. St.-Hil. 1805
- Lichen pulmonarius L. 1753
- Lichen reticulatus (Hoffm.) Gilib. 1792
- Lobaria pulmonacea (Ach.) Shirley 1889
- Parmelia pulmonacea Ach. 1803
- Platysma pulmonarium (L.) Frege 1812
- Pulmonaria reticulata Hoffm. 1789
- Sticta pulmonacea (Ach.) Ach. 1810
- Sticta pulmonaria (L.) Biroli 1808

## Występowanie
Wyrasta na starych drzewach liściastych, czasami też na skałach. Może osiągać średnicę 20 cm. Występuje w wielu odcieniach zielonego.
W Polsce gatunek rzadki. Znajduje się na Czerwonej liście roślin i grzybów Polski. Ma status EN – gatunek zagrożony wymarciem. W Polsce podlega ścisłej ochronie gatunkowej. Występuje m.in. w rezerwacie przyrody Borki w Puszczy Boreckiej.

## Znaczenie
W ludowej medycynie jest od dawna stosowany przeciwko chorobom płuc, ale nie ma znaczenia leczniczego. Kojarzony jest z płucami jedynie z powodu swojego wyglądu.